# Labidolemur
Labidolemur és un gènere extint de mamífers cimolests de la família dels apatèmids que visqueren a Nord-amèrica des del Paleocè superior fins a l'Eocè superior, fa entre 50,5 i 59,2 milions d'anys. Se n'han trobat restes fòssils a Saskatchewan (Canadà) i Colorado, Dakota del Nord, Montana i Wyoming (Estats Units). És un exemple de convergència evolutiva amb l'ai-ai, amb el qual presenta una clara semblança física tot i no ser-ne un parent proper. La seva fórmula dental era {\displaystyle {\tfrac {2.0.2.3}{1.0.3.3}}}. El nom genèric Labidolemur significa ‘Lemur de tenalles’.